# Ventojassa frequens
Ventojassa frequens is een vlokreeftensoort uit de familie van de Ischyroceridae. De wetenschappelijke naam van de soort is voor het eerst geldig gepubliceerd in 1883 door Charles Chilton.